# مایکل بلکبرن (ملوان)
مایکل بلکبرن (انگلیسی: Michael Blackburn؛ زادهٔ ۲۷ مهٔ ۱۹۷۰) قایقران قایق بادبانی اهل استرالیا است.